# Даун (графство)
Да́ун (англ. Down; ирл. An Dún) — историческое графство на северо-востоке Ирландии. Входит в состав провинции Ольстер на территории Северной Ирландии. Административный центр — город Даунпатрик, крупнейший город — Бангор. Население 531 665 человек (2-е место среди графств Северной Ирландии; данные 2011 года).

## География
Площадь территории 2466 км² (3-е место).

## Достопримечательности
- Замок Дандрум в одноимённой деревне.
- Замок Уард в посёлке Странгфорд.
- Замок Кёркистаун[англ.] в деревне Клохи.